# Die Gespenster von Flatterfels
Die Gespenster von Flatterfels ist eine 26-teilige Kinderserie, die 1992 bis 1996 in vier Staffeln produziert wurde.

## Handlung
Fritz, seinerseits fünfhundertjähriges Gespenst und Sohn von Franziska aus dem Rittergeschlecht derer von Flatterfels und dem zunächst verschollen geglaubten Ritter Willibald, lernt auf seinem ersten Tagesausflug die Blumenfee Violetta und den Waldschrat Woodie kennen. Eine weitere große Rolle spielen die beiden Gauner Ede und Paul, die auf der Burg Flatterfels einen Schatz vermuten und sich auch nach mehrmaligem Spuk von Franziska nicht endgültig vertreiben lassen. Die beiden schicken sogar ihren Neffen Tom als Detektiv nach Flatterfels. Dieser freundet sich mit Violetta an, bringt Fritz aber in Lebensgefahr, da der durch sein Verschulden ins Wasser fällt, was für Gespenster nahezu den Tod bedeutet. Nur ein Zauber der singenden Kröte Bukfonia kann Fritz nun noch retten, aber Tom hält diese unwissentlich gefangen. Am Ende wird Fritz doch noch gerettet und mit Hilfe von Violettas Zauber werden auch die Gauner Ede und Paul aus dem Wald vertrieben. Damit enden die ersten acht Folgen.
In den weiteren Folgen sucht u. a. Violetta für ihre Mutter Amaryllis einen passenden Mann und scheint ihn auch in dem Blumenhändler Eleusius Engel gefunden zu haben, doch natürlich gibt es Probleme. Fritz wird zwischendurch zum Kuscheltier der kleinen Clara umfunktioniert, kann jedoch auch einige Heldentaten vollbringen. In der letzten Folge versucht Fritz herauszufinden, warum er und seine Eltern zu Gespenstern wurden. Er erfährt, dass die Vorfahren der Ganoven Ede und Paul, Edoardo und Paulus, der Gefolgschaft von Raubgrafen Waldemarr angehörten. Dieser duellierte sich mit Fritz’ Vater Willibald und wurde besiegt. Aus Rache zündete Waldemarr die Burg Flatterfels an und belegte sie mit einem Fluch, sodass die Bewohner zu Gespenstern wurden.

## Produktion und Veröffentlichung
1991 wurden zunächst acht Folgen der Serie produziert, die im September 1992 ausgestrahlt wurden und eine geschlossene Handlung bilden.
Im Oktober und November 1993 wurden diese acht Folgen mit vier neuen Folgen ausgestrahlt.
Von Januar bis Mai 1995 wurden die bisher schon gesendeten zwölf Folgen sowie sieben neue Folgen ausgestrahlt. Die letzte Erstausstrahlung folgte von Juli bis Dezember 1996, als die „alten“ 19 Folgen sowie erneut sieben neue Folgen gesendet wurden.
Im Oktober 2010 erschienen die Folgen 1 bis 13 auf einer Doppel-DVD beim Heimkino-Label Pidax. Eine zweite Box ist nicht geplant.
Staffel 1 (September 1992)
1. Nimm dir ein Beispiel an Papa
2. Ritter Willibald verliert den Kopf
3. Ein Drache auf Rädern
4. Der doppelte Ritter
5. Detektiv mit Angelrute
6. Das Geheimnis der singenden Kröte
7. Ein Zaubertrank mit Folgen
8. Nebel des Vergessens

Staffel 2 (Oktober und November 1993)
1. Familienfest bei Großmama
2. Der geheimnisvolle Graf
3. Das kleine Stadtgespenst
4. Gefahr für Woodie

Staffel 3 (Januar bis Mai 1995)
1. Papa gesucht
2. Der Schatz in der Eisentruhe
3. Das Klassengespenst
4. Gespensterpost
5. Flatterblattern
6. Der goldene Wetterhahn
7. Die Nacht im Spukhotel

Staffel 4 (Juli bis Dezember 1996)
1. Trubel auf der Geisterbahn
2. Tante Amandas Geheimnis
3. Fauler Zauber
4. Feenzauber gegen Hexeneinmaleins
5. Hilfe, Geisterjäger!
6. Freundschaft mit Biss
7. Der Jahrhundertbaum

## Belege
1. ↑  Offizielles Statement. In: Pidax-Film-Forum. 18. März 2013, abgerufen am 18. Februar 2024: „Bei uns wird die zweite Staffel nicht erscheinen. Tut uns Leid.“